# Кастильо, Роза
Роза Кастильо Сантьяго (исп. Rosa Castillo Santiago, 4 сентября 1910; Гуачинанго — 13 февраля 1989; Мехико) — мексиканский скульптор и основательница Салона мексиканской пластики.

## Биография
Роза Кастильо родилась в Гуачинанго (штат Халиско), в начале Мексиканской революции в семье Тринидада Кастильо и Раймунды Сантьяго. Она выросла в этом предельно сельском городке, ходила в школу и помогала своей матери с домашними делами, включая измельчение зёрен кукурузы для производства лепёшек и рубку леса. Удалённость Гуачинанго защищала его от значительных изменений в стране, происходивших из-за Мексиканской революции. Кастильо с детства проявляла больший интерес к внешнему миру, нежели её односельчане, в частности, наблюдая за окружающими её родной город горами. Она начала создавать маленькие глиняные фигурки, ставшие ранним свидетельством её таланта к скульптуре. Для её времени и родины единственным способом для женщины покинуть дом было замужество, что она и сделала. В браке она родила дочь Сокорро, но вскоре после этого события её муж умер. Кастильо получила возможность перебраться в Мехико со своей дочерью, которой она воспользовалась в 1940 году. Жизнь в большом городе складывалась для неё трудно. Она совмещала работу, учёбу и воспитание дочери. Первоначально она долго работала швеёй на фабрике, оставляя дочь с няней. Кастильо ходила в вечернюю школу, но вскоре бросила её. После периода неопределённости она присоединилась в 1944 году к Национальной школе живописи, скульптуры и гравировки «Изумруд» (исп. Escuela Nacional de Pintura, Escultura y Grabado «La Esmeralda»), где обучалась искусству и создавала художественные объекты на продажу. Её работами в это время преимущественно были небольшие фигурки из глины, дерева и камня. Среди её учителей живописи значились Федерико Канту, Альфредо Сальсе, Фелисиано Пенья, Хесус Герреро Гальван, Карлос Ороско Ромеро все в живописи в рисовании. Скульптуре она училась у Хосе Руиса, Луиса Ортиса Монастерио и Франсиско Суньиги.

## Карьера
С 1946 года Роза Кастильо преподавала в начальных школах. В 1955 году она стала одним из основателей «Ремесленных мастерских» (исп. Talleres de Artesanías). В ходе своей преподавательской деятельности ей приходилось посещать различные места по всей Мексике, давая уроки. В 1958 году Кастильо была помощником скульптора Франсиско Суньиги в его проекте для Мексиканского института социального обеспечения (исп. Instituto Mexicano del Seguro Social).
Она представляла свои работы на индивидуальных и коллективных выставках в Мексике и США.
В 1963 году Музей Сакатекас приобрёл для своей коллекции работы Кастильо: «Материнство» (исп. Maternidad) из камня и «Ребёнок» (исп. Niño) из дерева.
В 1947 году она заняла второе место в конкурсе, организованном Национальной школой пластических искусств (исп. Escuela Nacional de Artes Plásticas). В последующие годы её работы также получали признание и призы. В 1962 году её «Сидящая женщина» (исп. Mujer sentada) стала первой на Национальной биеннале скульптуры и ныне занимает важное место в коллекции Музея современного искусства. В 1987 году её родной город назвал её одним из своих ”прославленных детей" вместе с её братом Фиденсио Кастильо. Она умерла в Мехико в возрасте 78 лет. Ретроспектива работ Розы Кастильо и её брата была финансировалась Ассоциацией художников Мексики, ЮНЕСКО и Метрополитеном Мехико в 2004 году.